# Chiến khu Trung Bộ Quân Giải phóng Nhân dân Trung Quốc
Chiến khu Trung Bộ (hay Chiến khu Trung ương) là đơn vị cấp Bộ Tư lệnh tác chiến Vùng (tương đương cấp Bộ) trực thuộc Quân ủy Trung ương Trung Quốc có nhiệm vụ bảo vệ các cơ quan đầu não của Trung Quốc, triển khai chỉ huy tác chiến liên hợp và chi viện cho các Chiến khu (Bắc bộ, Nam bộ, Đông bộ, Tây bộ) khi cần thiết. Phạm vi quản lý của Chiến khu Trung Bộ gồm Thủ đô Bắc Kinh và các tỉnh thành Thiên Tân, Hà Bắc, Sơn Tây, Hà Nam, Thiểm Tây, Hồ Bắc. Bộ Tư lệnh đặt tại Thủ đô Bắc Kinh.

## Lịch sử
Ngày 11 tháng 1 năm 2016, tổ chức của Quân Giải phóng Nhân dân Trung Quốc được cải tổ lại. Trong đó, xóa bỏ 7 Đại Quân khu và thành lập mới 5 Chiến khu (Trung Bộ, Bắc Bộ, Nam Bộ, Tây Bộ, Đông Bộ).

## Chức năng nhiệm vụ
Chiến khu Trung Bộ có nhiệm vụ bảo vệ các cơ quan đầu não của Trung Quốc, triển khai chỉ huy tác chiến liên hợp và chi viện cho các Chiến khu khác khi cần thiết. Chiến khu Trung Bộ chỉ chịu trách nhiệm chỉ huy tác chiến chứ không phải vừa quản lý xây dựng vừa chỉ huy tác chiến như các Đại Quân khu cũ trước đây. 

## Lãnh đạo hiện nay
- Tư lệnhː Thượng tướng Lâm Hướng Dương,  Ủy viên Ủy ban Trung ương Đảng Cộng sản Trung Quốc khóa XIX
- Chính ủyː Thượng tướng Chu Sinh Lĩnh

## Tổ chức

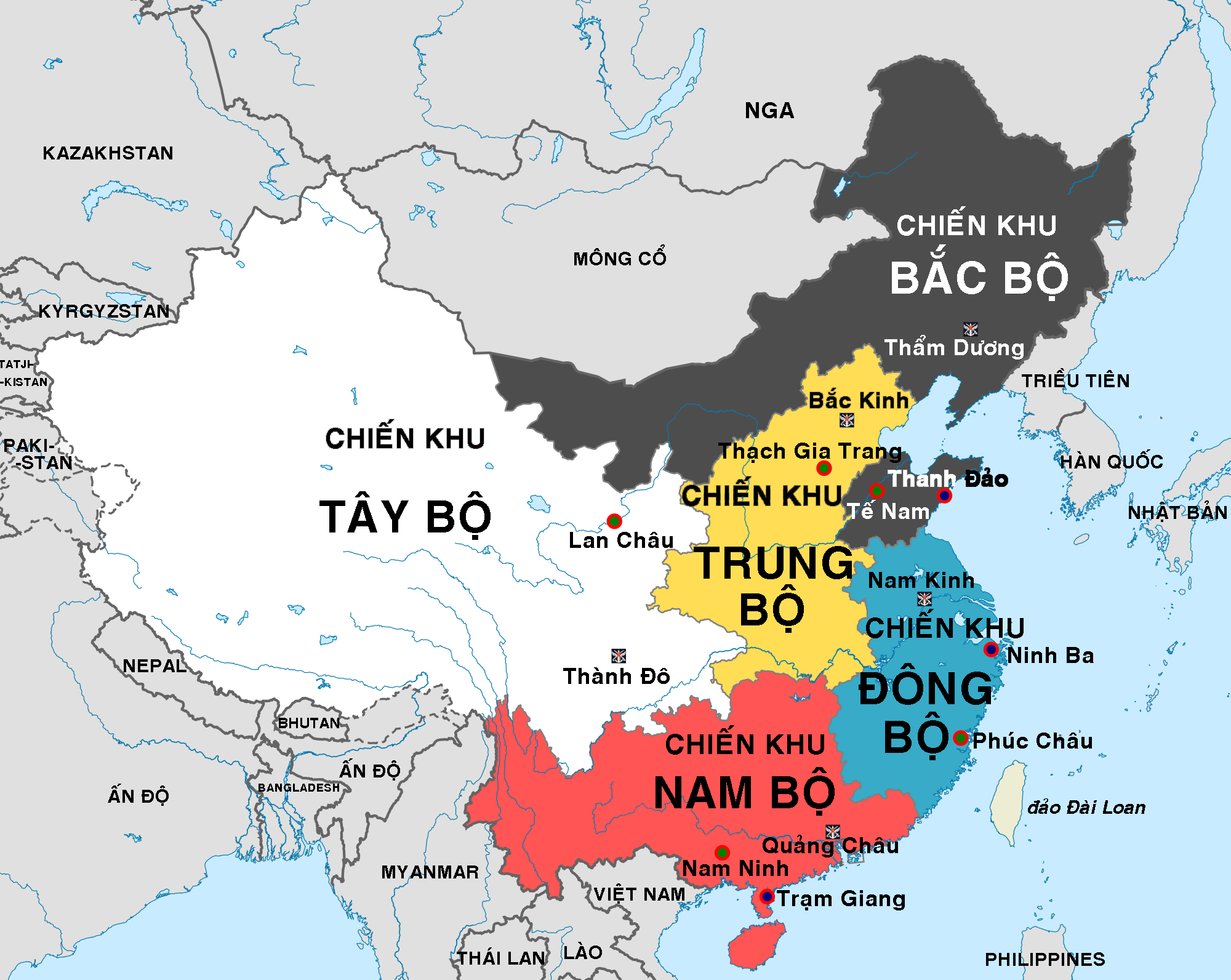
Địa bàn 5 Chiến khu của Quân đội Trung Quốc sau năm 2016.

### Các cơ quan chức năng
- Bộ Tham mưu liên hợp
- Bộ Công tác Chính trị
- Ủy ban Kiểm tra Kỷ luật

### Các lực lượng trực thuộc
- Lục quân Chiến khu Trung Bộ
- Không quân Chiến khu Trung Bộ

## Tư lệnh qua các thời kỳ
- Thượng tướng Hàn Vệ Quốc (1/2016—8/2017)
- Thượng tướng Ất Hiểu Quang (8/2017—8/2021)

## Chính ủy qua các thời kỳ
- Thượng tướng Ân Phương Long (1/2016—3/2019)
- Thượng tướng Chu Sinh Lĩnh (3/2019—)